# Grande Épreuve

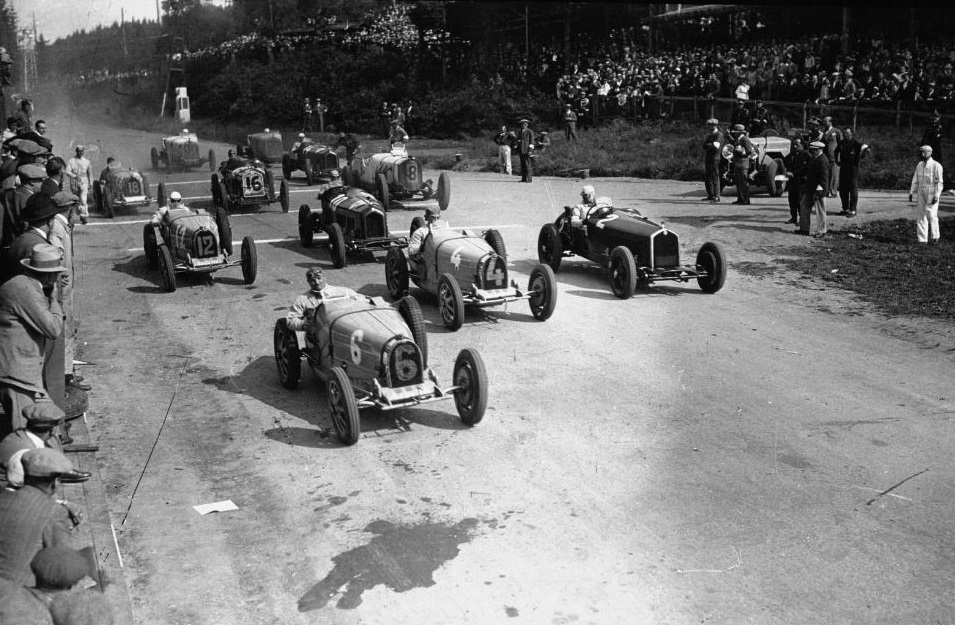
Gran Premio de Bélgica de 1931.

El término Grande Épreuve (Gran Prueba) se refería a las competencias de automovilismo internacionales consideradas más importantes según la AIACR. Fue utilizado desde 1923 hasta 1949.
Este fue implementado por la Association Internationale des Automobile Clubs Reconnus (AIACR), antecesora de la actual Federación Internacional del Automóvil, para destacar a los Grandes Premios de monoplazas del reglamento principal (llamado Grand Prix) que representaban países europeos (como el Gran Premio de Francia), aunque también hubo otros como el Gran Premio de San Sebastián o las 500 Millas de Indianápolis.
Fue usado por primera vez en 1923, luego ser establecido en la Reunión General de la AIACR en Londres en diciembre de 1922. Entre 1925 y 1930, estos eventos solían formar parte del Campeonato Mundial de Fabricantes, y entre 1931 y 1939 del Campeonato Europeo de Pilotos. Durante la Segunda Guerra Mundial, ningún Grand Épreuve se llevó a cabo. Este término se usó por última vez en 1949, antes de la creación del Campeonato Mundial de Fórmula 1 al año siguiente.

## Grandes Épreuves
- Gran Premio de Francia: 1923-1927, 1928 (SC), 1929-1935, 1936-1937 (SC), 1938-1939, 1947-1949.
- Gran Premio de Italia: 1923-1928, 1931-1938, 1947-1949.
- Gran Premio de Bélgica: 1925, 1930-1931, 1933-1935, 1937, 1939, 1947, 1949.
- Gran Premio de Alemania: 1931-1932, 1934-1939.
- Gran Premio de España: 1927, 1933-1935.
- Gran Premio de Mónaco: 1933-1937, 1948.
- Gran Premio de Suiza: 1935-1939, 1947-1949.
- Gran Premio de Gran Bretaña: 1926-1927, 1948-1949.
- Gran Premio de San Sebastián: 1925-1926.
- 500 Millas de Indianápolis: 1923-1940, 1946-1949.

(SC): con reglamento de automóviles deportivos (sports cars).